# Нерівність Мюрхеда
Нерівність Мюрхеда дозволяє порівнювати значення деяких симетричних многочленів на одному і тому ж наборі невід'ємних значень аргументів.

## Означення
Якщо вектор дійсних чисел {\displaystyle a=(a_{1},\dots ,a_{n})} мажорує вектор дійсних чисел {\displaystyle b=(b_{1},\dots ,b_{n})} тоді виконується нерівність для многочленів
{\displaystyle \sum _{\text{sym}}x_{1}^{a_{1}}\cdots x_{n}^{a_{n}}\geq \sum _{\text{sym}}x_{1}^{b_{1}}\cdots x_{n}^{b_{n}}},
для будь яких невідʼємних {\displaystyle x_{1},x_{2},\cdots ,x_{n}}.

## Симетрична сума
В означенні використовується спеціальна нотація для сум одночленів зі степенями {\displaystyle \alpha =(\alpha _{1},\dots ,\alpha _{n})}
{\displaystyle \sum _{\text{sym}}x_{1}^{\alpha _{1}}\cdots x_{n}^{\alpha _{n}}=\sum _{\sigma }x_{\sigma _{1}}^{\alpha _{1}}\cdots x_{\sigma _{n}}^{\alpha _{n}},}
Сума береться по всіх перестановках {\displaystyle \sigma } з елементів { 1, …, n }.
Для випадку {\displaystyle n=3} треба знайти всі перестановки трьох змінних, тобто сума складається з {\displaystyle 3!=6} додатків:
{\displaystyle {\begin{aligned}\sum _{\text{sym}}x^{3}y^{2}z^{0}&=x^{3}y^{2}z^{0}+x^{3}z^{2}y^{0}+y^{3}x^{2}z^{0}+y^{3}z^{2}x^{0}+z^{3}x^{2}y^{0}+z^{3}y^{2}x^{0}\\&=x^{3}y^{2}+x^{3}z^{2}+y^{3}x^{2}+y^{3}z^{2}+z^{3}x^{2}+z^{3}y^{2}\end{aligned}}}

## Приклад 1
З нерівності Мюрхеда випливає нерівність середнього арифметичного та геометричного якщо застосувати її з векторами {\displaystyle a=(1,0,\dots ,0)} та {\displaystyle b=\left({\frac {1}{n}},{\frac {1}{n}},\dots ,{\frac {1}{n}}\right)}. Очевидно, що a мажорує b ({\displaystyle a\succ b})
{\displaystyle \sum _{\text{sym}}x_{1}^{a_{1}}\cdots x_{n}^{a_{n}}=\sum _{\text{i=1,n}}x_{i}\geq \sum _{\text{sym}}x_{1}^{b_{1}}\cdots x_{n}^{b_{n}}=n{\sqrt[{n}]{x_{1}\cdot x_{2}\dots x_{n}}}}

## Приклад 2
Для довільних дійсних чисел виконується нерівність
{\displaystyle a^{2}+b^{2}+c^{2}\geq ab+ac+bc.}
Це частковий випадок нерівності Мюрхеда для степеня 2 з векторами {\displaystyle a=(2,0)} та {\displaystyle b=(1,1)}

## Доведення
перенесемо всі члени в ліву частину і помножимо на 2:
{\displaystyle 2a^{2}+2b^{2}+2c^{2}-2ab-2ac-2bc\geq 0,}
виділимо повні квадрати:
{\displaystyle (a-b)^{2}+(a-c)^{2}+(b-c)^{2}\geq 0.}
Очевидно що рівність досягається тоді і тільки тоді, коли всі три числа рівні.